# Иларион Макариополски
Вижте пояснителната страница за други личности с името Стоян Михайловски.
Иларион Макариополски, роден като Стоян Стоянов Михайловски, е български православен духовник, макариополски епископ на Цариградската патриаршия, водач на черковно-националната борба.

## Биография
Родът на Иларион Макариополски има грузински произход. Негов прапрапрадядо е Андроник от Имеретия, който се занимава с търговия в Кайсери, Мала Азия през 80-те години на XVIII век. Като интендант на османската армия стига до Виена и на връщане се заселва в Балчик, а оттам преминава в Горна Оряховица.
Иларион Макариополски е роден като Стоян Стоянов Михайловски в гр. Елена през 1812 г. Брат е на книжовника и общественик Никола Михайловски.
Получава високо за времето си образование. Първо учи в родния си град (сред учителите му е видният борец за църковна независимост Андрей Робовски), а по-късно е пратен в гръцкото училище в Арбанаси. Приема монашество в Хилендарския манастир (1832), където полага грижи за заточения там Неофит Бозвели. Продължава образованието в школата на известния гръцки просветител Теофилос Каирис на остров Андрос, където негов съученик е Стоян Чомаков. По-късно учи 3 години в прочутата Атинска гимназия. Близък приятел и сподвижник на Георги Раковски. Взема активно участие в дейността на Македонското революционно дружество.
От 1844 г. ръководи, заедно с Неофит Бозвели, църковно-националната борба в Цариград. Превежда от руски на български и издава през 1844 г. „Православное учение или сокращено християнско богословие“. Книгата е издадена под името Иларион Стоянов Еленчанин, след заглавната страница следва посвещение на родителите му хаджи Стоян Михайлов(ски) и Йордана х. Стоянова и предисловие от преводача. През 1845 – 1850 г., в резултат на натиск, оказан от руски дипломати върху османското правителство, е заточен в Света гора. Освободен е чрез застъпничеството на руския учен Андрей Муравьов и Стефан Богориди.
След завръщането си в Цариград разгръща още по-активна дейност в църковно-националното движение. Избран е за духовен глава на цариградските българи. За известно време предприема обиколка из българските земи, участва и в борбата на Търновската епархия против тамошния гръцки владика. След Кримската война (1853 – 1856) обнародването на Хатихумаюна донася нови надежди на българите. На 5 октомври 1858 година е ръкоположен за макариополски епископ от митрополит Паисий Ефески. Ръкополагането му за епископ му дава право да представя своите сънародници в Цариград както пред Цариградската патриаршия, така и пред Високата порта. През 1859 г. участва в разтурянето на унията в Кукуш.
На 3 април 1860 г. по време на така наречената Великденска акция вместо името на патриарх Кирил VII Константинополски споменава името на султана. Според църковните канони, чрез това си деяние той фактически отхвърля неговата власт. С решение на Цариградската патриаршия Макариополски е повторно заточен в Света гора (1861 – 1864) заедно с подкрепилите го владици Авксентий Велешки и Паисий Пловдивски.
След учредяването на Българската екзархия (1870) е член на Временния смесен екзархийски съвет и на първия синод. Търновски митрополит е от 1872 г.
Иларион Макариополски умира през 1875 г. Погребан е в двора на българската църква „Св. Стефан“ в Цариград.
По-малката му сестра Стана Михайловска се жени за лясковския търговец Атанас Буров. Техни потомци са известните български банкери, индустриалци и политици Бурови, сред които се открояват братята Иван и Атанас Бурови.

## Памет
На Иларион Макариополски е наречена улица в Центъра на София (Карта).
Родната къща на Макариополски в гр. Елена днес е къща музей „Иларион Макариополски“.